# Чха Ён Чхоль
Чха Ён Чхоль (кор. 차영철, р.28 июля 1959) — южнокорейский стрелок, призёр Олимпийских игр.

## Биография
Родился в 1959 году в Сеуле. В 1988 году стал серебряным призёром Олимпийских игр в Сеуле, выступив в стрельбе лёжа из малокалиберной винтовки на дистанции 50 м. В 1992 году принял участие в Олимпийских играх в Барселоне, где стал 18-м в стрельбе лёжа из малокалиберной винтовки на дистанции 50 м, и 17-м — в стрельбе из трёх положений из малокалиберной винтовки на дистанции 50 м. В 1996 году принял участие в Олимпийских играх в Атланте, где стал 36-м в стрельбе лёжа из малокалиберной винтовки на дистанции 50 м, и 40-м — в стрельбе из трёх положений из малокалиберной винтовки на дистанции 50 м.